# Uludağ
Uludağ, hoặc gọi là Olympus Bithynia, Olympus Mysia, là núi nằm ở tỉnh Bursa, Thổ Nhĩ Kì, đỉnh núi cao 2.543 mét so với mặt nước biển, đồng thời là vườn quốc gia có nhiều loài động thực vật khác nhau.
Uludağ là núi cao nhất trong khu vực Marmara. Đỉnh núi cao nhất là Kartaltepe, cao 2.543 mét. Phía bắc là các cao nguyên như Sarıalan, Kirazlıyayla, Kadıyayla, và Sobra.
Sát gần đỉnh núi có một mỏ tungsten bị bỏ hoang. Khu khai thác mỏ và nhà máy xử lí được xây dựng vào năm 1974, tiêu hao 60 triệu USD, do chi phí sản xuất cao nên đóng cửa vào năm 1989. Khu vực này là trung tâm nổi tiếng cho các môn thể thao mùa đông như trượt tuyết, các hoạt động mùa hè như đi bộ đường dài và cắm trại cũng rất được ưa chuộng.

## Hình ảnh

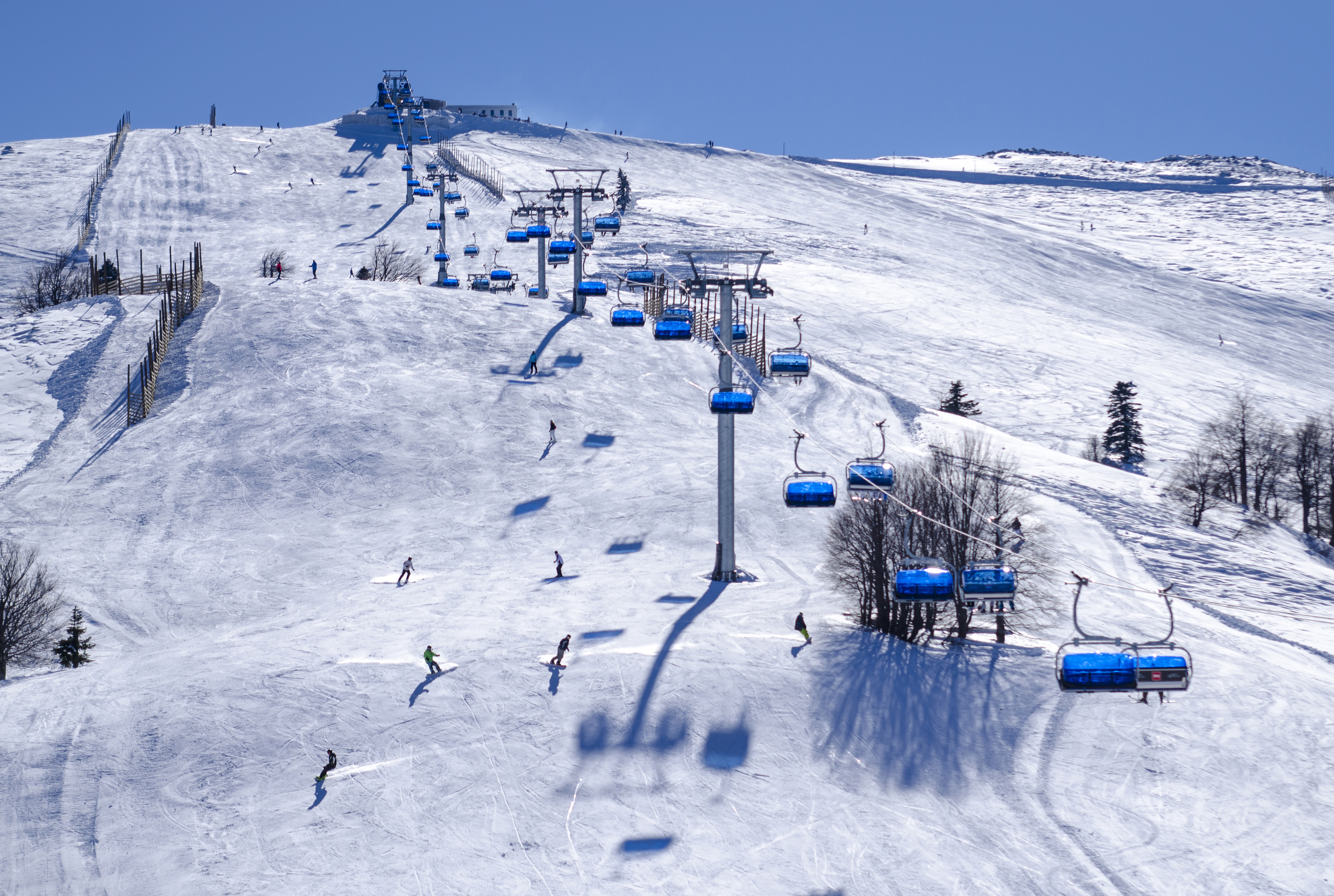
Trượt tuyết vào tháng 1.
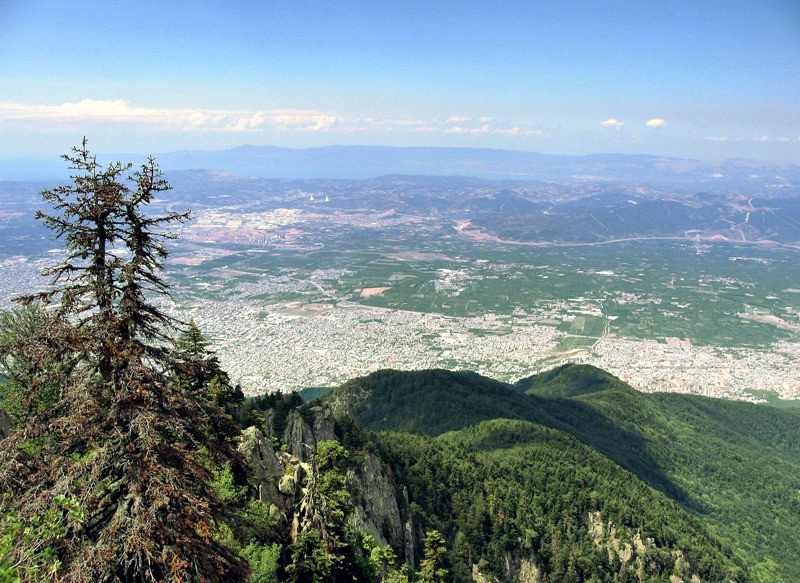
Từ trên núi nhìn xuống Bursa.
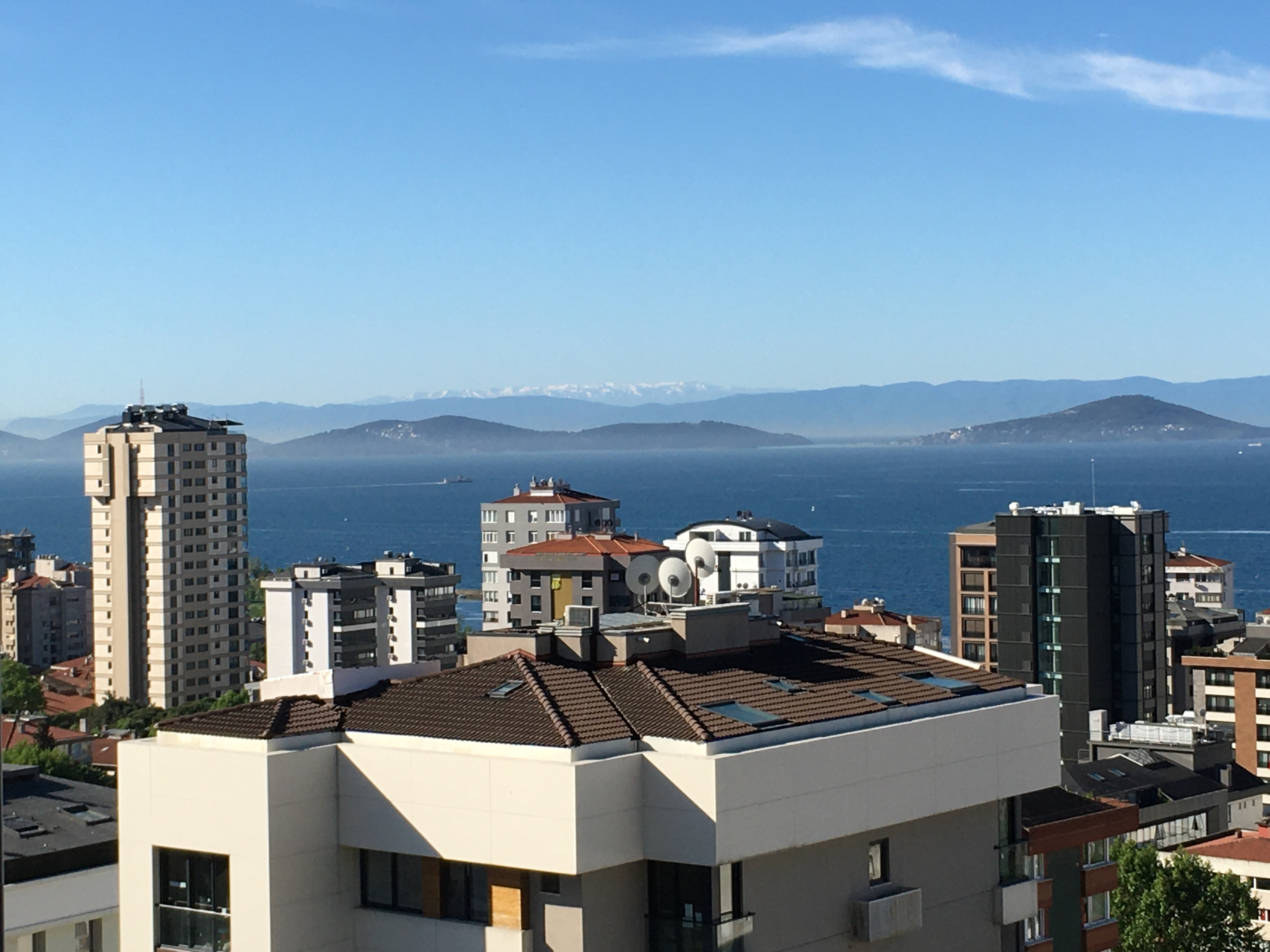
Quang cảnh Istanbul phần châu Á ở khoảng cách 100,74 km (62,6 mi).
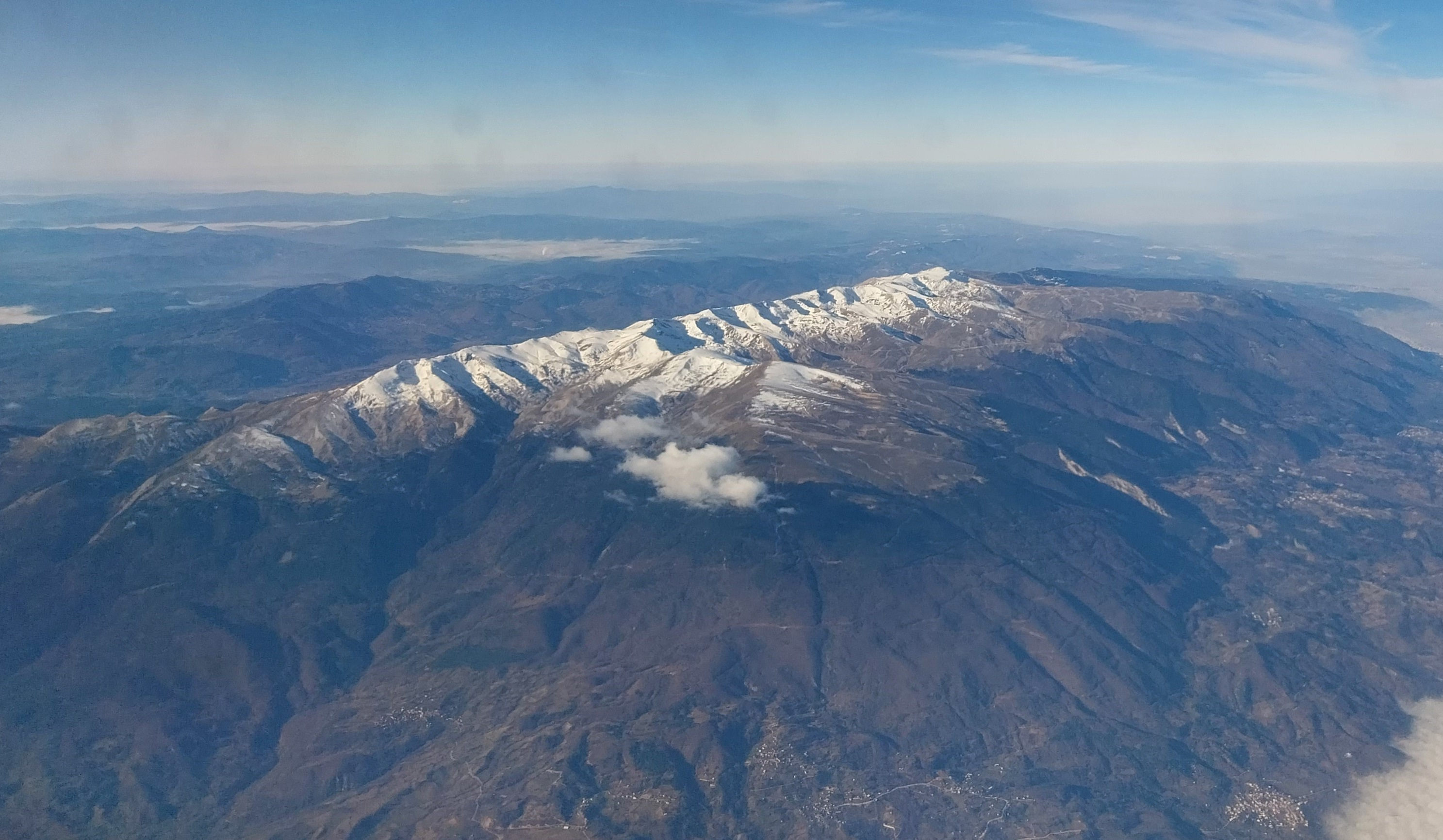
Nhìn từ trên cao.
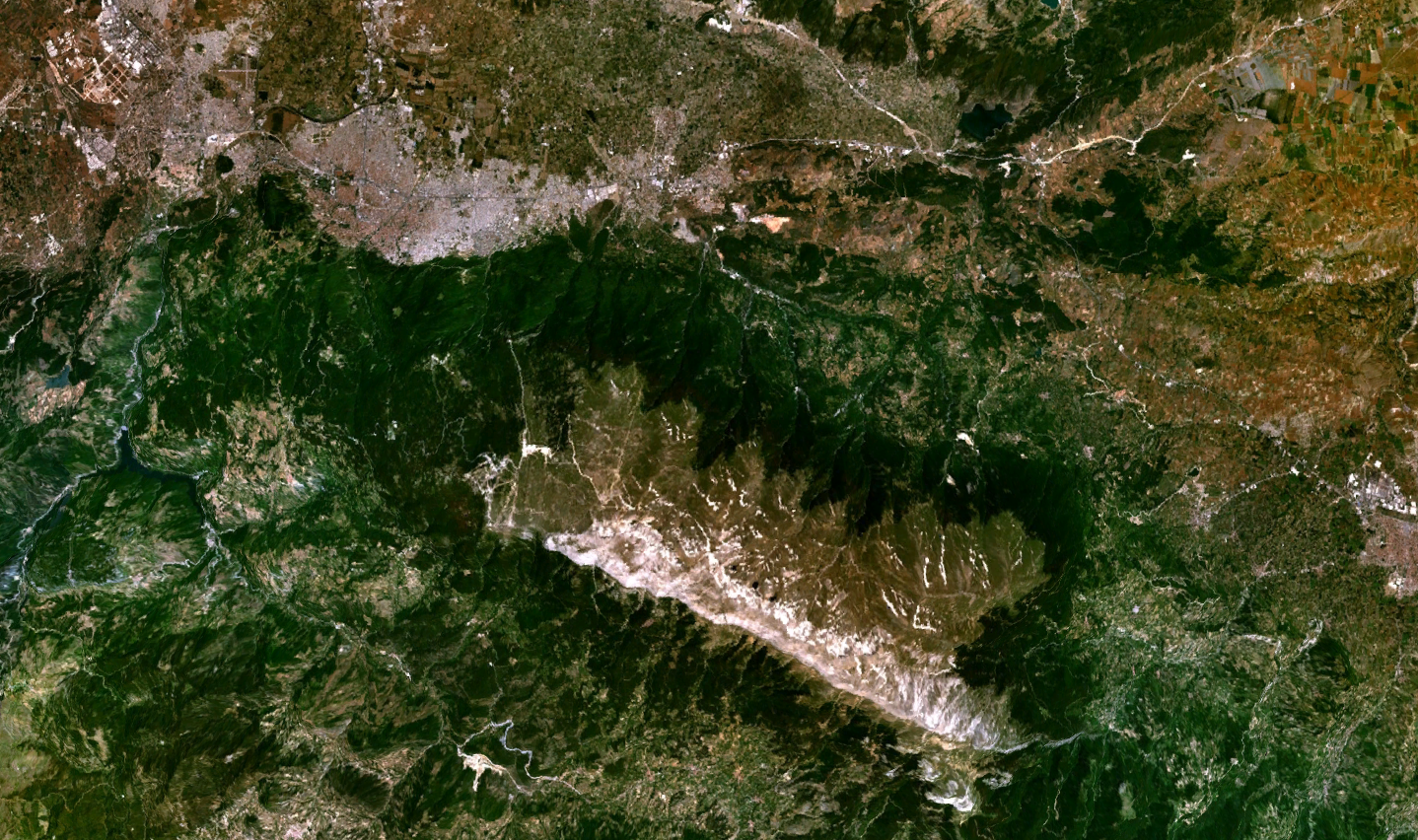
Hình chụp vệ tinh Bursa ở phía đông bắc.